# جاك إلام
جاك إلام (بالإنجليزية: Jack Elam)‏ مواليد 13 نوفمبر 1920 في ميامي، الولايات المتحدة - الوفاة 20 أكتوبر 2003 في آشلاند، الولايات المتحدة، هو ممثل أمريكي بدأ مسيرته الفنية سنة 1944. امتدت مسيرته الفنية لأكثر من 51 عاما.

## أعماله
- تحسين المنزل (مسلسل)
- ذا كانونبول رن
- كانونبول رن 2
- النزاع المسلح في أو كيه كورال

## روابط خارجية
- جاك إلام على موقع IMDb (الإنجليزية)
- جاك إلام على موقع ألو سيني (الفرنسية)
- جاك إلام على موقع أول موفي (الإنجليزية)
- جاك إلام على موقع قاعدة بيانات الأفلام السويدية (السويدية)
- جاك إلام على موقع إن إن دي بي (الإنجليزية)
- جاك إلام على موقع قاعدة بيانات الفيلم (الإنجليزية)
- جاك إلام على موقع كينوبويسك (الروسية)